# Ravni Dol (gmina Ivančna Gorica)
Ravni Dol – wieś w Słowenii, w gminie Ivančna Gorica. W 2018 roku liczyła 20 mieszkańców.